# Плюшкин, Александр
Александр Плюшкин (рум. Alexandru (Alexandre) Pliușchin; род. 13 января 1987 в Кишинёве, Молдавская ССР) — молдавский профессиональный трековый и шоссейный велогонщик, заслуженный мастер спорта. Многократный чемпион Молдавии в групповой гонке на шоссе. Участник Летних Олимпийских игр 2008 года.

## Достижения

### Трек
2004
 Чемпионат мира U19 — скрэтч
2005
 Чемпионаты Европы U17 — индивидуальная гонка
2007
 Чемпионат Европы U23 — индивидуальная гонка преследования
2009
 Чемпионат Европы U23 — гонка по очкам
 Чемпионат Европы U23 — индивидуальная гонка преследования

### Шоссе
2005
Альпийская классика, юниоры
 Чемпионат мира среди юниоров — индивидуальная гонка
2007
Тур Фландрии U23
3-й этап на Гран-при Вильгельма Телля
 Чемпионат мира "B" — групповая гонка
2008
 Чемпион Молдавии — групповая гонка
2010
 Чемпион Молдавии — групповая гонка
Дуо Норман (в паре с Артёмом Овечкиным)
2011
 Чемпион Молдавии — групповая гонка
2012
 Чемпион Молдавии — групповая гонка
2014
Кубок губернатора Малакки

## Статистика выступлений наГранд Турах
| Гонка           | 2010 | 2011 | 2012 | 2013 |
| --------------- | ---- | ---- | ---- | ---- |
| Джиро д'Италия  | -    | -    | -    | -    |
| Тур де Франс    | 108  | -    | -    | -    |
| Вуэльта Испании | -    | -    | -    | -    |